# Juan Carlos Flores (poeta cubano)
Juan Carlos Flores (1962–2016) es un poeta cubano. Flores publicó la mayoría de sus libros en Cuba, entre ellos su primer poemario premiado Los Pájaros Escritos. Flores nació en La Habana in 1962 y se suicidó en septiembre de 2016.

## Biografía
Juan Carlos Flores nació en el barrio periférico de Mantilla del municipio Arroyo Naranjo, La Habana, Cuba, en 1962. En 1971, su familia se mudó a Alamar, barrio costero construido en la zona este de La Habana. Al inicio, Flores vivió en la zona 4, una de las primeras en ser construidas; y, más tarde, se mudó a la zona 6, donde residió hasta el momento de su muerte. En 2012, Flores viajó fuera de Cuba por primera vez a Estados Unidos, específicamente a la Universidad Brown para leer y comentar los poemas que integran su libro El contragolpe. Vivió como un inadaptado en su propio país, sin un título universitario o un trabajo regular Fue uno de los primeros poetas cubanos en trabajar la poesía experimental y el performance. En este sentido, fue fundador del grupo comunitario Omni-ZonaFranca

## Poesía
Juan Carlos Flores es una figura influyente en la cultura cubana a través de sus libros y su poesía experimental. Su poesía se caracteriza por usos continuos de repeticiones y recursos minimalistas Escribió todos sus poemas a mano, escribiendo una cursiva colorida y sesgada en hojas de papel. Debido a sus inclinaciones estilizadas, sus poemas son seleccionados frecuentemente para las antologías de la mejor poesía cubana contemporánea.
Inspirado en su barrio, en el momento de su muerte, Flores estaba trabajando en el tercer poemario de su trilogía "Resurrección poética de Alamar", Trapiche

## Premios
En 1990,  Flores ganó el Premio David de Poesía por su primer poemario Los pájaros escritos.
En 2002, Distintos modos de cavar un túnel, el primer libro de la trilogía, ganó el Premio Julián del Casals de la Unión Nacional de Escritores y Artistas de Cuba (UNEAC)

## Otros proyectos
En 1998, Flores fundó el grupo Omni-ZonaFranca, junto a otros escritores y artistas alternativos radicados en Alamar. 
En 2009, Flores lanzó un DVD con 35 poemas suyos. El proyecto estuvo dirigido por Garage 19 y producida por Miriam Real Arcia. La banda sonora es de Tony Carreras

## Libros publicados
Los pájaros escritos (1994)
Distintos modos de cavar un túnel (2003)
Un hombre de la clase muerta. Antología poética 1986-2006 (2007)
El contragolpe (y otros poemas horizontales) (2007)
El trapiche (sin publicar)